# 向井修
向井 修（むかい おさむ、1955年7月15日  - 2023年1月1日）は、日本の俳優、声優。埼玉県出身。プロダクション・タンクに所属していた。

## 出演作品

### テレビ
- 相棒 Season 9（茂田）
- あしたの、喜多善男〜世界一不運な男の、奇跡の11日間〜
- 明日もきっと、おいしいご飯〜銀のスプーン〜 第29話（医師）
- イノセント・ラヴ
- 医龍2
- カイドク〜都市伝説の暗号ミステリー〜（太田満）
- 肩ごしの恋人
- 警視庁鑑識課
- 税務官
- CHANGE
- はぐれ刑事純情派
- 弁護士一之瀬凛子
- VOICE
- 迷宮美術館
- 柳生十兵衛
- 渡る世間は鬼ばかり

### 映画
- 老親
- 母のいる場所
- ひめゆりの塔
- 星の国から孫ふたり

### テレビアニメ
2007年
- 獣神演武 -HERO TALES-（高官）

2008年
- ゴルゴ13（委員、カジノ支配人）
- ポルフィの長い旅（老人B）
- モノクローム・ファクター（大久保彦十郎）

2009年
- こんにちは アン 〜Before Green Gables（ジョン、ネルソン）
- スティッチ!（2009年 - 2010年、ピーコの父、所長） - 2シリーズ
- NARUTO -ナルト- 疾風伝（2009年 - 2012年、辻説法師、二代目土影・無（ムウ））
- Phantom 〜Requiem for the Phantom〜（マフィアのボス）

2010年
- 銀魂（コメンテーター）
- COBRA THE ANIMATION（漁師）

2014年
- 牙狼〈GARO〉-炎の刻印-（バスコ）

2015年
- アクエリオンロゴス（岩上官房長官）
- 牙狼 -紅蓮ノ月-（藤原俊永）

2023年
- The Legend of Heroes 閃の軌跡 Northern War（バルザリ）

### 劇場アニメ
- 劇場版 呪術廻戦 0（2021年、総監部）

### Webアニメ
- OBSOLETE（2019年、PMC隊長）

### ゲーム
2010年
- HOSPITAL. 6人の医師（警官）

2014年
- NARUTO -ナルト- 疾風伝 ナルティメットストームレボリューション（二代目土影・無）

2016年
- NARUTO -ナルト- 疾風伝 ナルティメットストーム4（二代目土影・無）

2023年
- ファイナルファンタジーXVI（ハルポクラテス）

### 吹き替え
- 赤毛のアン（マシュウ・クスバート〈マーティン・シーン〉）
- アグリー・ベティ
- アドベンチャーランドへようこそ
- 美男〈イケメン〉ラーメン店
- イテウォン殺人事件
- ウインドウトリートメント
- エアシティ
- NCIS 〜ネイビー犯罪捜査班（アンソニー・ディノッゾ・シニア〈ロバート・ワグナー〉）（シーズン12 - 14）
- エデンの東（シン・テファン〈チョ・ミンギ〉）
- お熱いのがお好き（マリガン警部）※追加部分のみ
- お買いもの中毒な私!
- おさるのジョージ
- 華麗なるギャツビー（ハーツォグ）
- 気分はぐるぐる
- ギルモア・ガールズ
- クリミナル・マインド FBI行動分析課（ギャリティ刑事）
- ゴースト 天国からのささやき
- THE TUDORS〜背徳の王冠〜
- ザ・ホワイトハウス
- ザ・ムーン
- ジェイソン・ボーン（アセット〈ヴァンサン・カッセル〉）
- ジャックと天空の巨人（エンティン将軍〈ラルフ・ブラウン〉[5]）
- シャッター アイランド（警備隊長〈テッド・レヴィン〉）
- ジャングル・ジョージ ザ・シリーズ
- 主任警部アラン・バンクス（ロン・マクラフリン）
- 食客
- ジョン・カーター（電報局員）
- スターゲイトアトランティス
- ステート・オブ・プレイ〜陰謀の構図〜
- そして、私たちは愛に帰る
- ダークエイジ・ロマン 大聖堂
- ターミナル
- 朱蒙
- 沈黙の陰謀
- ディセント2（ダン）
- 天使と悪魔（コルバート〈スティーヴ・フランケン〉）
- トランスポーター3 アンリミテッド
- ドレスデン、運命の日
- ナイトミュージアム2
- 2012
- ニューハート
- ノーベル〜戦火の陰謀〜（シャリフ・ザマニ）
- バーン・アフター・リーディング
- バトルスター・ギャラクティカ
- 犯罪捜査官 アナ・トラヴィス 孤独な叫び（マイク）
- ビッグ・アイズ（ジョン・キャナデイ〈テレンス・スタンプ〉）
- 百年の花嫁（チェ・イルド〈チェ・イルファ〉[6]）
- ブーリン家の姉妹
- プッシング・デイジー 〜恋するパイメーカー〜
- プライベート・プラクティス4
- ブラザーズ&シスターズ（ジョナサン〈リチャード・チェンバレン〉）
- フラッシュ・ゴードン
- プリズン・ブレイク（ハワード・スクデリ〈ジュード・チコレッラ〉）
- ブルース・リー伝説（ファン・リー）
- HOMELAND
- ボディ・オブ・プルーフ2 死体の証言（レナード）
- ボトム・ダウン
- ホミサイド/殺人捜査課（マイク・ジャデーロ捜査官〈ジャンカルロ・エスポジート〉）
- ボルジア家 愛と欲望の教皇一族
- Mr.ブルックス 完璧なる殺人鬼
- ミス・マープル4 殺人は容易だ（エドワード・ハンブルビー医師〈ティム・ブルック・テイラー〉）
- ミッシング
- 名探偵モンク
- 黙示録2009 隕石群襲来（マーク・ハッチンソン）
- ヤング・スーパーマン
- 妖精ファイター（コーチ）
- ラッシュ/プライドと友情（ドイツ語実況アナ）
- レッドクリフ
- ロイヤル・スキャンダル 〜エリザベス女王の苦悩〜
- ロスト・アイズ（警部）
- ロボット

### ボイスオーバー
- ロストワールド
- 古代をめぐる冒険
- ペンタゴン
- 世界のドキュメンタリー
- メガディザスターズ
- 未確認モンスターを追え

### CF
- ワーバートン
- 日立製作所

### ナレーション
- 不当要求にNo
- 神奈川県警
- 首都高
- TKC出版